# 砂川启介
砂川启介（日语：／ Sagawa Keisuke，本名：山下启一，1937年2月12日—2017年7月11日），是出生于东京都的演员、艺人、主持人、作家，亦是大山羡代的丈夫。高中毕业后，为了学习演技的基础进入舞蹈研究所。1985年组成了剧团。之后以演员、演讲活动为主。另外，2001年发售了书籍作品（ISBN：4575292958），大致写了夫人与癌症抗争的经验，引起了周围人的感动。他还与夫人共同写过料理书《有趣的酒肴》，该书在日本的销量超过100万部。